# Aequale (Bruckner)
Die zwei  Aequale, WAB 114 und WAB 149, wurden 1847 von Anton Bruckner komponiert.

## Geschichte
Bruckner komponierte die zwei Aequale Ende Januar 1847 während seines Aufenthalts im Stift St. Florian. Er komponierte sie für das Begräbnis seiner Tante Rosalia Mayrhofer (1770–1847).
Das Manuskript der ersten Aequale (WAB 114) wird im Archiv des Stifts Seitenstetten aufbewahrt. Das Werk wurde erstmals in Band II/2, S. 83 der Göllerich/Auer-Biografie veröffentlicht.
Die Skizze der zweiten Aequale wurde später im Archiv des Stifts St. Florian gefunden. In der Skizze fehlt der Teil der Bassposaune. Sie wurde dann als Nachtrag (WAB 149) zur bereits erteilten WAB-Klassifikation eingefügt.
Die beiden Aequale sind im Band XXI/14 der Gesamtausgabe.

## Musik
Die zwei Aequale in c-Moll mit 34 bzw. 27 Takten sind Partituren für Alt, Tenor und Bass Posaune. In der Ausgabe der Gesamtausgabe wurde der fehlende Teil der Bassposaune der zweiten Aequale von Hans Bauernfeind ergänzt.
Die Werke sind choralähnlich mit einer typischen volkstümlichen Melodie in Sexten. Ähnliche musikalische Sätze wurden später in den sogenannten Chorälen in Bruckners späteren Sinfonien verwendet.

## Diskografie
Bruckners zwei Aequale sind beliebte Stücke für Posaunenensembles und werden auch oft als Zusatzstücke zu Aufnahmen von Chorwerken verwendet.
Die erste Aufnahme erfolgte 1970:
- Mitglieder des Berliner Posaunenquartetts, Trombone Equale – LP: CBS SOCL 285 – nur Aequale Nr. 1

Eine Auswahl aus den rund 50 Aufnahmen:
- Matthew Best, Corydon Singers, English Chamber Orchestra Wind Ensemble: Mass in E minor; Libera me; Zwei Aequale – CD: Hyperion CDA66177, 1986
- Philippe Herreweghe, la Chapelle Royale/Collegium Vocale, Ensemble Musique Oblique: Bruckner: Messe en mi mineur; Motets – CD: Harmonia Mundi France HMC 901322, 1989
- Simon Halsey, CBSO Wind Ensemble and Chorus: Mass in E minor (No. 2) / Motets – CD: Conifer CDCF 192, 1990
- Robert Shewan, Roberts Wesleyan College Chorale and Brass Ensemble: Choral Works of Anton Bruckner – CD: Albany TROY 063, 1991
- Triton Posaunenquartett: German Music for Trombones – CD: Bis 500644, 1993
- Jonathan Brown, Ealing Abbey Choir:  Anton Bruckner – Sacred Motets – CD: Herald HAVPCD 213, 1997
- Hans-Christoph Rademann, NDR Chor Hamburg: Anton Bruckner: Ave Maria – CD: Carus 83.151, 2000
- Erwin Ortner, Arnold Schoenberg Chor: Anton Bruckner – Tantum ergo – CD: ASC Edition 3, herausgegeben vom Chor, 2008
- Wiener Posaunenquartett: Bach und Bruckner – CD: Schagerl Records, 2009
- Duncan Ferguson, Chor der St Mary’s Cathedral, Edinburgh: Bruckner – Motets  – CD: Delphian Records DCD34071, 2010
- Nigel Short, Tenebrae: Brahms and Bruckner Motets – CD: Signums Classics SIGCD430, 2015

Einige Aufnahmen verwenden Ergänzungen der Partitur der Bassposaune des zweiten Aequale, die nicht auf der von Hans Bauernfeind basieren. Laut Hans Roelofs ist die beste Aufnahme die von Halsey. Weitere hervorragende Aufnahmen sind die von Best, Herreweghe, Ortner, Rademann und Short.